# Rivière Chicotte
Pour les articles homonymes, voir Chicotte.
La rivière Chicotte est un cours d'eau de l'île d'Anticosti qui se jette dans le golfe du Saint-Laurent. Elle est localisée entièrement dans la municipalité de L'Île-d'Anticosti.
Une route forestière (sens nord-sud) dessert le côté ouest de cette vallée et une autre du côté est; ces routes relient vers le sud la route du littoral de l'île (sens est-ouest).

## Toponymie
La désignation toponymique « Chicotte River » paraît sur une carte de 1856 de l’île d’Anticosti, du géologue James Richardson. La graphie « Chicotte » dériverait de la prononciation anglaise du mot français « chicot », signifiant des débris d'arbres ou d'arbustes.
Le toponyme « rivière Chicotte » a été officialisé le 5 décembre 1968.

## Géographie
La rivière Chicotte tire sa source d’un ruisseau de montagne[réf. nécessaire] (altitude: 243 m), situé au centre-sud de l'île. Cette source est située en zone forestière à:
- 101,9 km à l'est du centre-ville du village de Port-Menier;
- 35,6 km au sud de la rive nord de l'île d'Anticosti;
- 17,8 km au nord-est de la rive sud de l'île d'Anticosti[2].

À partir de sa source, la rivière Chicotte descend entre la rivière aux Rats (située du côté ouest) et la rivière aux Plats (côté est). La rivière Chicotte coule en direction du sud sur environ 25 km avec un dénivelé de 242 m, selon les segments suivants :
- 8,8 m d’abord vers le sud jusqu’à un coude de rivière correspondant à un ruisseau (venant du nord-ouest); puis vers le sud-est dans une vallée de plus en plus encaissée, en recueillant un ruisseau (venant du nord), jusqu'à la décharge (venant du nord) d'une petite rivière;
- 8,4 km dans une vallée encaissée, d’abord vers le sud-est en sortant du territoire du parc national d'Anticosti après environ 2,1 km de ce segment, jusqu’à un coude de rivière; puis vers le sud en courbant au sud-est en fin de segment, jusqu'à la décharge d'un ruisseau (venant du nord-ouest);
- 9,0 km d'abord vers le sud-est dans une vallée encaissée jusqu’à un coude de rivière; vers le sud en courbant vers le sud-est; en passant sous le pont de la route forestière qui longe le littoral sud de l’île d'Anticosti; en traversant le Petit canyon Chicotte et en passant devant le lieu-dit Chicotte la Mer en fin de segment, jusqu'à son embouchure[2].

La rivière Chicotte se déverse sur la rive sud de l'Île d'Anticosti, dans le golfe du Saint-Laurent, du côté ouest du Cap des Caps. Cette confluence est située à 2,1 km à l'est de la Pointe des Morts, à 14,1 km à l’est de l'embouchure de la rivière Galiote et à 115,2 km à l’est du centre du village de Port-Menier.

## Activités récréotouristiques
Le parc national d'Anticosti comporte un appendice au sud-ouest, soit au sud du lac Jolliet et au sud de la route forestière menant vers le sud-est au lac Martin; cet appendice du parc couvre environ 10,9 km du cours supérieur de la rivière Chicotte. Un sentier permet de contempler la nature sur la rive sud, entre la limite du parc national et le cours de la rivière.